# Девід Алвін
Девід Вейн Алвін (англ. David Wayne Allvin; нар. 1963) — американський воєначальник, генерал Повітряних сил США (2010), 23-й начальник штабу Повітряних сил США (з 2023), 40-й заступник начальника штабу Повітряних сил США (2020—2023). Учасник війн у Перській затоці та в Афганістані.

## Біографія
Військова кар'єра
- 28 травня 1986 — другий лейтенант
- 28 травня 1988 — перший лейтенант
- 28 травня 1990 — капітан
- 1 серпня 1996 — майор
- 1 травня 2000 — підполковник
- 1 липня 2005 — полковник
- 2 вересня 2010 — бригадний генерал
- 26 липня 2013 — генерал-майор
- 31 січня 2019 — генерал-лейтенант
- 12 листопада 2020 — генерал

Девід Вейн Алвін закінчив Академію Повітряних сил США у 1986 році. Проходив службу на офіцерських посадах у військово-транспортній авіації на рівнях ескадрильї та крила, включно з 97-м аеромобільним крилом на авіабазі Альтус, Оклахома. Також перебував на відповідальних командних та штабних посадах, зокрема служив в Об'єднаному штабі.
Алвін був командувачем Тренувального повітряного командування НАТО в Афганістані; командиром 438-го повітряного експедиційного крила в Кабулі, Афганістан; начальником 618-го центру повітряно-космічних операцій; директором зі стратегії, концепцій та оцінок; заступником начальника штабу зі стратегічних планів і доктрин у штаб-квартирі ПС США, а також директор стратегії, планів і політики, штаб-квартира Європейського командування США, Штутгарт-Вайхінген, Німеччина. Останнім часом він працював заступником директора зі стратегії, планів і політики Об'єднаного штабу.
У серпні 2020 року Алвін був номінований на підвищення в генерали та призначення на посаду заступника начальника штабу Повітряних сил США. 30 вересня 2020 року Комітет Сенату у справах збройних сил підтвердив його призначення.
25 липня 2023 року Алвін був висунутий на посаду начальника штабу Повітряних сил США. Він був затверджений 2 листопада 2023 року і того ж дня склав присягу.
За час військової служби Девід Алвін отримав досвід у польотах на різних типах бойових та навчальних літаків: C-12F, C-141A/B, KC-135R/T, C-17, C-130, C-130J, C-23, F-15, F-16, T-38 та ще близько 20 інших, здобувши практику у понад 4 600 літако-годин польотів (включаючи 800 годин льотних випробувань).